# Informatikassistent
Informatikassistent (IA) var en 3-årig uddannelse som blev oprettet i 1991, og blev lukket ned igen i 1996. Optagelseskravet for uddannelsen var den tidligere 1-årige grunduddannelse fra handelsskolen (HG) eller tilsvarende.
Uddannelsen havde som formål at "eleven kvalificeres til at varetage funktioner inden for virksomhedens administrative, merkantile og edb-mæssige arbejdsområder." og at eleven skulle "kunne medvirke ved indføring af mindre edb-systemer og forestå de daglige edb-funktioner i forbindelse med drift af et mindre edb-system". Uddannelsen, der blev introduceret som "fremtidens kontoruddannelse", blev oprettet på baggrund af, at flere arbejdsgivere syntes der manglede edb-kyndige, som kunne fungere som tolke mellem højtuddannede edb-folk og almindelige brugere som ikke kendte til edb.
Uddannelsen kunne også være et springbræt for dem, som gerne ville videre inden for computervidenskab med uddannelser som Datamatiker eller Datanom. Kravet for at læse videre som datamatiker var blot, at man også havde bestået Matematik B.
Efterfølgeren til uddannelsen var kontoruddannelsen med specialet administration med IT. 